# Jachówka
Jachówka ist eine Ortschaft mit einem Schulzenamt der Gemeinde Budzów im Powiat Suski der Woiwodschaft Kleinpolen in Polen.

## Geographie
Der Ort liegt am Bach Jachówka in den Beskid Makowski (Makower oder Mittelbeskiden). Die Nachbarorte sind Budzów im Nordwesten, Baczyn im Nordosten, Bieńkówka im Osten, Żarnówka im Südosten, die Stadt Maków Podhalański im Süden.

## Geschichte
Der Ort sowie der sołtys Jakub wurden im Jahr 1432 erstmals erwähnt. Er gehörte der Starostei von Lanckorona. Im späten 15. Jahrhundert kam in die Umgebung eine Welle von walachischen Siedler an.
Bei der Ersten Teilung Polens wurde das Dorf 1772 Teil des neuen Königreichs Galizien und Lodomerien des habsburgischen Kaiserreichs (ab 1804).
1918, nach dem Ende des Ersten Weltkriegs und dem Zusammenbruch der k.u.k. Monarchie, wurde Jachówka, mit  Ausnahme der Zeit der Besetzung Polens durch die Wehrmacht im Zweiten Weltkrieg, Teil Polens.
Von 1975 bis 1998 gehörte Jachówka zur Woiwodschaft Bielsko-Biała.

## Persönlichkeiten
- Rozalia Celakówna (1901–1944), Krankenpflegerin, Mystikerin